# Прецфелд
Прецфелд (њем. Pretzfeld) град је у њемачкој савезној држави Баварска. Једно је од 29 општинских средишта округа Форххајм. Према процјени из 2010. у граду је живјело 2.492 становника. Посједује регионалну шифру (AGS) 9474161.

## Географски и демографски подаци
Прецфелд се налази у савезној држави Баварска у округу Форххајм. Град се налази на надморској висини од 293 метра. Површина општине износи 24,2 km². У самом граду је, према процјени из 2010. године, живјело 2.492 становника. Просјечна густина становништва износи 103 становника/km².